# American Virgin
American Virgin, anteriormente Virgin on Bourbon Street (bra: Virgem em Apuros) é um filme de comédia estadunidense de 2009 dirigido por Clare Kilner, escrita por Jeff Seeman e estrelada por Jenna Dewan, Brianne Davis, Rob Schneider, Chase Ryan Jeffery e Elan Moss-Bachrach.

## Sinopse
Priscilla é uma jovem que faz parte de um grupo que defende o sexo só após o casamento. Tudo o que ela acredita vai mudar no exato instante em que ela, acidentalmente, fica bêbada pela primeira vez na vida e cruzar com o descompromissado Ed Curtzman, um produtor de vídeos extremamente safado.

## Elenco
- Jenna Dewan como Priscilla White[4]
- Brianne Davis como Natalie "Naz" Stevens[4]
- Rob Schneider como Ed Curtzman[4]
- Chase Ryan Jeffery como Chuck
- Elan Moss-Bachrach como Kevin
- Bo Burnham como Rudy
- Ashley Schneider como Eileen
- Ben Marten como Brad
- Sarah Habel como Becca Curtzman
- Michael Dailey como Harold White
- Jean Lyle Lepard como Bernice White
- Bridgette Pechman como Mary Margaret